# 奥德·查尔斯·温盖特
奥德·查尔斯·温盖特（Orde Charles Wingate，1903年2月26日—1944年3月24日），英国陆军少将，因在第二次世界大战緬甸戰役期间创建钦迪特部队在日占区执行敌后渗透任务而闻名。
作为一位坚定的基督教锡安主义者，温盖特曾在巴勒斯坦托管地组建一支由英国人和犹太人组成的反叛乱部队特别夜行队对阿拉伯人进行镇压。
温盖特以他的非传统军事思想和奇袭战术著称，在第二次世界大战期间，他在阿奇博尔德·韦维尔的支持下在意占埃塞俄比亚和日占缅甸组建特种部队，获得了更多将自己的军事理念付诸实践的机会。
温盖特于1944年3月因飞机失事遇难。

## 早年
温盖特于1903年2月26日出生在印度的奈尼塔尔。
1921年，温盖特被伍利奇皇家军事学院的皇家炮兵军官培训学校录取。1923年，温盖特被任命为皇家炮兵军官，后被派往陆军骑术学校。
1928年4月，温盖特被派往埃塞俄比亚边境的东阿拉伯军团。1933年，温盖特回到英国本土服役。
1936年9月，温盖特被派往英国巴勒斯坦托管地担任参谋。1938年6月，在新任指挥官罗伯特·海宁将军批准下，温盖特成立特别夜行队，镇压阿拉伯人。他在1939年5月因过度参与锡安主义活动而被调回英国本土。

## 东非战役（1940-1941）
第二次世界大战爆发后，温盖特的朋友，时任英军中东司令部总司令阿奇博尔德·韦维尔邀请温盖特前往苏丹参与对意占埃塞俄比亚的军事行动。在英国驻苏丹指挥官威廉·普拉特的领导下，温盖特组建了由英国、苏丹和埃塞俄比亚士兵组成的特种部队“基甸部队”，得名于圣经中以以少胜多的战绩闻名的基甸。
在埃塞俄比亚皇帝海尔·塞拉西一世的支持下，该部队于1941年2月开始在当地民兵的配合下袭扰意军的要塞和补给线。随着1941年6月4日东非战役的结束，基甸部队被解散，温盖特于1942年2月27日前往缅甸。

## 缅甸战役（1942-1944）
温盖特到达仰光后被任命为上校，受命组织游击部队，在日占缅甸展开敌后作战。他利用自己的理论，创建了以英印军第77步兵旅为基础的特种部队“钦迪特部队”，得名于缅甸传说中的神兽。
经过严苛的训练后，温盖特指挥该部队于1943年2月发起首次行动，目标是破坏日本的铁路等后勤设施。尽管行动初期取得了一些成功，但由于日军对该部队的唯一补给来源空投进行干扰，并封锁了部队的退路。最终，该部队不得不化整为零，分散突围。整个行动中，部队减员约三分之一。
在扩充兵员后，温盖特指挥该部队1944年发起第二次行动，利用滑翔机在敌后建立基地并开展袭扰行动。尽管初期预定着陆点的情报不足导致滑翔机降落时事故频发，但该部队最终成功在日占区深处建立了基地，并分散开展袭扰行动。日军指挥官牟田口廉也承认，这一行动牵制了日军第15师团和第53师团的兵力，对科伊马战役的战局产生了一定影响。

## 遇难
1944年3月24日，温盖特飞往因帕尔的钦迪特部队基地视察战况。回程中飞机坠毁在印度东北部的今曼尼普尔邦一带，机上所有乘客无一生还。

## 争议
温盖特在巴勒斯坦托管地指挥特别夜行队对阿拉伯人的镇压行动被认为过于残酷。
温盖特指挥的军事行动的实际价值存在争议。陆军元帅威廉·斯利姆认为，组织钦迪特部队将训练有素的部队从正规军中分离出来，总体上对战争的进程产生了负面影响；历史学者雷蒙德·卡拉汉则指出，日军并不像西方军队那样依赖补给线，因此温盖特的理论在实践中效果有限。
尽管部队在温盖特指挥下的作战减员率较高，但这些军事行动仍然属于二战期间丛林战的标志性尝试。